# 三畏刀唇介
三畏刀唇介（学名：Xiphichilus sanwei）为魚形介科刀唇介屬下的一个种。